# Democratic Leadership Council
Il Democratic Leadership Council è un gruppo democratico riformatore statunitense fondato alla fine degli anni ottanta dai cosiddetti "Nuovi Democratici", desiderosi dopo 12 anni di presidenza repubblicana di dare una scossa al Partito Democratico, distaccandosi dal fronte più liberal e cercando consensi tra i più moderati.
Il Democratic Leadership Council è a favore del business e critico nei confronti dei sindacati. I suoi aderenti proclamano di credere nei valori tradizionali condivisi dalla maggioranza degli americani: responsabilità individuale, etica del lavoro, importanza della famiglia, ordine pubblico.
Presidente dal 1990 fu Bill Clinton. Attualmente il "chairman" è Harold Ford jr.